# Ugandas historia
Ugandas historia omfattar den moderna staten Uganda och alla riken som tidigare fanns i samma område.

## Uganda före kolonialtiden
De tidigaste människorna som bodde i det nuvarande Uganda var jägare och samlare. Det finns spår tillbaka till tiden för mellan 10 000 och 30 000 år sedan, i Nildalen och i Södra Afrika, av mänskligt liv.
Det äldsta Nubien (före 2900 f.Kr.) - Stenåldersverktyg i området är upp till hundra tusen år gamla. Keramik gjorde man här redan för åtta tusen år sedan. Tusentals hällristningar har registrerats på klipporna vid den andra katarakten.
Den nubiska A-gruppen (3500–2900 f.Kr.) blomstrade i Nedre Nubien. De så kallade Nedre Nubiska rikena, däribland det som idag är Uganda, främst genom handeln med guld, elfenben, sällsynta träslag, boskap och slavar.  A-gruppen försvann då de första egyptiska kungarna tog kontroll över guldfyndigheter och handelsvägar.
Mellannubisk tid (2300–1500 f.Kr.) Den nubiska C-gruppen, med utvecklad boskapsskötsel (Karamojong), var den viktigaste kulturgruppen i Nedre Nubien under hela denna period.
Nubien under Nya Riket i Egypten (1550–1200 f.Kr.) Den egyptiske imperiebyggaren Tuthmosis III erövrade Nildalen fram till fjärde katarakten omkring 1430 f.Kr. (Sudan) Nubien styrdes från provinshuvudstaden Aniba av en vicekung som var direkt ansvarig inför farao. Den inhemska befolkningen utvecklade en enhetlig materiell kultur med egyptiska inslag.
I de så kallade Nedre Nubiska rikena, däribland det som idag är Uganda, fanns tidigt högkulturer som i ett flertal omgångar invaderade och styrde i den del av Nildalen som idag är Egypten. Kushitiska kungligheter, med ett ursprung från högplatåerna i norra Uganda, Norra Kenya, Etiopien och sydöstra Sudan, styrde Egypten under den 25:e och den 22:a dynastin men tonade bort ur historien med nedgången av den kushitiska kulturen (cirka 660–300 f.Kr.)
För omkring 2000 till 1500 år sedan invandrade bantutalande folk från centrala och västra Afrika och befolkade större delen av de sydligare delarna av landet. Invandrarna förde med sig ett utökat kunnande om jordbruk, kunskap om järnbearbetning och nya idéer om social och politisk organisering, som vid 1400-talet eller 1500-talet hade lett till att centraliserade kungariken utvecklades, däribland rikena Buganda, Bunyoro-Kitara och Ankole.
Nilotiska folk, däribland luo och ateker, invandrade i området norrifrån troligen omkring 100 e.Kr. De bedrev boskapsskötsel och odling för husbehov och bosatte sig mestadels i de norra och östra delarna av landet. Vissa luo invaderad Bunyoroområdet och assimilerades med bantufolken där. De upprättade Babiitodynastin som den nuvarande härskaren av Bunyoro-Kitara tillhör. Luomigrationen fortskred fram till 1500-talet, och vissa luo bosatte sig bland bantufolk i östra Uganda och fortsatte till den västra sidan av Victoriasjön i Kenya och Tanzania. Ateker (karimojong- och tesofolken) bosatte sig i de nordöstra och östra delarna av landet, och vissa sammansmälte med luo i området norr om Kyogasjön.
När arabiska handelsmän flyttade in i landet från sina enklaver längs Östafrikas kust och nådde det inre av Uganda på 1830-talet fann de flera kungariken med välutvecklade politiska institutioner. Dessa handelsmän följdes på 1860-talet av brittiska utforskare som letade efter Nilens källa. Protestantiska missionärer kom till landet 1877, följda av katolska missionärer 1879 .

## Kolonialtid
Kungariket Bunyoro expanderade fram till 1800-talet då det rivaliserande kungadömet Buganda med stöd av Brittiska kolonialmakten övertog Bunyoro och avsatte deras kung.
Den europeiska utforskningen av Uganda gjordes bland annat av John Hanning Speke som sökte efter Nilens källa. Som första europé kom han fram till Victoriasjön 1862 och gav den dess namn, efter drottning Victoria. I slutet av 1800-talet var det inbördeskrig mellan muslimer och kristna, deltog i konflikten gjorde även Storbritannien och Tyskland. Dessa två länder nådde en överenskommelse som gjorde Uganda till ett brittiskt protektorat.  

## Självständighet
Milton Obote bildade Uganda People's Congress, det första nationella partiet. Genom att alliera sig med Bagandapartiet (baganda är den största etniska gruppen i Uganda) kunde de vinna valet 1962. Obote ville ha en socialistisk enpartistat, därför drev han presidenten i landsflykt och avskaffade monarkin. Obotes diktatur varade fram till 1971 då han störtades genom en statskupp led av arméchefen Idi Amin.
Amin upplöste parlamentet och utropade sig till president med fullständig makt. Amin var muslim och förde en politisk kampanj mot de kristna i landet. Han var prokommunistisk och antiisraelisk. Entebbe-raiden blev en stor prestigeförlust för honom då israeliska kommandosoldater fritog israelisk gisslan i ett plan kapat av palestinska terrorister. Under 1978 förklarade Amin krig mot Tanzania dit Obote hade flytt i landsflykt. Då trupper från Tanzania intog huvudstaden Kampala flydde Amin.

## Uganda sedan 1979
Efter att Amin hade avsatts bildade Uganda National Liberation Front en interimsregering med Yusuf Lule som president. Denna regering antog ett ministeriebaserat administrativt system och skapade ett kvasiparlamentariskt organ som kallades National Consultative Commission (NCC). NCC och Lules regering speglade starkt skiljaktiga politiska synsätt. I juni 1979, efter en dispyt om presidentmaktens omfattning, ersatte NCC Lule med Godfrey Binaisa. Skiljaktigheterna om interimspresidentens makt fortsatte, och i maj 1980 avsattes Binaisa. Därefter styrdes Uganda av en militär kommission ledd av Paulo Muwanga. Valen i december 1980 resulterade i att UPC återkom till makten under ledning av Milton Obote, med Muwanga som vice president. Under Obote begicks många brott mot mänskliga rättigheter av säkerhetsstyrkorna. När de försökte slå ned ett uppror lett av Yoweri Musevenis National Resistance Army (NRA) ödelade de en betydande del av landet, särskilt i Luweroområdet norr om Kampala. 
Obote härskade till 27 juli 1985, då en armébrigad, bestående till större delen av acholisoldater, intog Kampala och utropade en militärregering. Obote flydde till exil i Zambia. Den nya regimen, som leddes av den tidigare befälhavaren general Tito Okello, påbörjade förhandlingar med Musevenis upprorsstyrkor och utfäste sig att förbättra respekten för de mänskliga rättigheterna, göra slut på stamstridigheter och genomföra fria och rättvisa val. Under tiden fortsatte stora förbrytelser mot mänskliga rättigheter då Okelloregeringen försökte slå sönder NRA:s stöd.
Förhandlingar mellan Okellos regering och NRA fördes i Nairobi på hösten 1985. Kenyas president Daniel arap Moi försökte åstadkomma vapenvila och en koalitionsregering i Uganda. Trots att de kom överens i slutet av 1985 om en vapenvila, fortsatte NRA stridigheterna och intog Kampala och landet i slutet av januari 1986. Okellos styrkor tvingades fly norrut till Sudan. Musevenis styrkor upprättade en regering med Museveni som president. 
Sedan den tog makten har regeringen, dominerad av den politiska gruppering som Museveni och hans anhängare skapat, National Resistance Movement (NRM eller "the Movement", "rörelsen"), till stor del satt stopp för de tidigare regeringarnas brott mot mänskliga rättigheter, inlett långtgående politisk liberalisering och allmän pressfrihet, samt genomfört ekonomiska reformer efter rådgivning från Internationella valutafonden, Världsbanken och biståndsgivande länder. 
I nordliga områden som Acholiland har väpnat motstånd mot regeringen förekommit sedan 1986, av olika acholibaserade rebellgrupper som Uganda People's Democratic Army och Holy Spirit Movement. För närvarande är den enda kvarvarande rebellgruppen Herrens motståndsarmé under ledning av  Joseph Kony, som i stor utsträckning har rövat bort barn för att använda dem som soldater eller sexslavar.
1996 var Uganda en viktig anhängare av störtandet av Zaires president Mobutu Sese Seko i det första Kongokriget, då han ersattes av rebelledaren Laurent-Désiré Kabila. Mellan 1998 och 2003 var Ugandas armé inblandad i det andra Kongokriget i den omdöpta Demokratiska republiken Kongo och Ugandas regering fortsätter att stödja rebellgrupper där. 
I augusti 2005 röstade parlamentet för att ändra konstitutionen för att tillåta Museveni att omväljas till en tredje presidentperiod. I en folkomröstning i juli 2005 röstade 92,5 procent för att återinföra flerpartisystem och därmed avskaffa icke-parti- eller "rörelse"-systemet. Kizza Besigye, en politisk rival till Museveni, återvände från exil i oktober 2005, och kandiderade i presidentvalet 2006. Museveni vann presidentvalet.
Under 1990-talet insåg Uganda de stora problem som skulle kunna orsakas på grund av HIV. Därför påbörjades vad som har kommit att bli den mest effektiva preventionen av HIV i Afrika.